# Baetisca becki
Baetisca becki är en dagsländeart som beskrevs av Schneider och Berner 1963. Baetisca becki ingår i släktet Baetisca och familjen Baetiscidae. Inga underarter finns listade i Catalogue of Life.